# Isla Cerro Lepe
Isla Cerro Lepe är en ö i Mexiko. Den ligger i lagunen Laguna Superior och tillhör kommunen Juchitán de Zaragoza i delstaten Oaxaca, i den södra delen av landet. Arean är 0,17 kvadratkilometer.